# Korhatáros szerelem
A Korhatáros szerelem a TV2 hetente jelentkező magyar televíziós, fikciós sorozata, amely 2017. december 2-ától szombat esténként volt látható. A sorozat az új-zélandi Step Dave alapján készült, de a magyar sajátosságokat figyelembe véve a hazai közönség ízlésére formálták az alkotók. Egy független magyar sorozatgyártó cég, a ContentLAB & Factory a sorozat pilotját már 2016 őszén leforgatta, Mátyássy Áron rendezésével. Akkor a főszereplő fiút (akit Dávid helyett Daninak hívtak) Tasnádi Bence alakította és a próbaepizódban rajta kívül még Kovács Patrícia, Dobó Kata, Szabó Győző, Baronits Gábor, Kamarás Iván, Cserpes Laura és Bánsági Ildikó is szerepelt.

## Történet
A romantikus komédia Budapesten játszódik, ahol felelőtlen huszonévesek és felelősnek tűnő negyvenesek szerelmi kalandjait és párkapcsolati botladozásait követhetjük nyomon. A háromgyermekes anyuka (Kovács Patrícia) és a vagány pultos fiú (Kovács Tamás) véletlen találkozása nem várt fordulatot tartogat, hiszen a mindkét fél számára szokatlan és megmagyarázhatatlan vonzódás egy nem mindennapi, izgalmas kapcsolatot eredményez, amit fel is vállalnak. Nem csak a kiskamaszok előtt, de a barátok, a rokonok, még az exanyós előtt is.

## Szereplők

### Főszereplők
- Kovács Patrícia – Bérces Eszter
- Kovács Tamás – Dávid
- Dobó Kata – Fülöp Júlia
- Seress Zoltán – István
- Dóra Béla – Alex
- Rujder Vivien – Betti
- Schneider Zoltán – Dusán
- Szorcsik Viktória – Szandra
- Kamarás Iván – Viktor
- Árpa Attila – Endre
- Fenyő Iván – András
- Für Anikó - dr. Hídvégi Blanka
- Bánsági Ildikó – Márta
- Szilágyi Csenge – Dóra
- Nádasi Veronika - Gizella
- Ónodi Eszter – Viki
- Németh Kristóf - Ferenc

### Epizódszereplők
- Cserpes Laura – Lili
- Adorjáni Bálint – Norbi
- Hajdu Veronika – Hanna
- Mayer Marcell – Gergő
- Kovács Korinna – Bori
- Vilmányi Benett – Benett
- Csanádi Olivér – Kevin
- Szorcsik Kriszta – Kevin anyja
- Márkus Luca – Sári
- Járó Zsuzsa – Zsuzsa (Sári anyja)
- Herczeg Adrienn – Kati
- Egri Márta – Teri
- Zöld Csaba – Attila
- Száraz Dénes – Patrik
- Medveczky Balázs – Marci
- Bányai Miklós – Gábor atya
- Kecskés Karina – tanár
- Urbanovits Krisztina – Kinga
- Tóth Máté – Tibor
- Csikász Ágnes – Pallando
- Szalay Krisztina – Benett anyja
- Taba Dorottya Lucia – Adrienn
- Rezes Judit – Edit
- Józsa Bettina – Mara
- Kárpáti Rebeka – Flóra
- Nagy Réka – Éva
- Csombor Teréz - Gyámosnő
- Linka Péter - Principal
- Martin Márta - Bridzsparner
- Szalontay Tünde - Teréz főnövér
- Tóth Judit - Bridzsparner
- Grisnik Petra - Lány 3
- Gombó Viola Lotti - Lány 4
- Kocsis Korinna - Lány 6
- Kovács Frigyes - Gellért
- Molnár Piroska - Marika néni
- Orth Péter - Rendezvény tervező
- Litkey Farkas - önmaga
- Urmai Gábor - Biztonsági őr
- Széll Attila - Tervező
- Bakó Gábor - koreográfus
- Gájer Bálint - önmaga
- Kopek Janka - tervezőnő
- Mesterházy Gyula - pincér
- Szikszay Daniella - táncos lány
- Borbély Richárd - Eladó
- Dér Klára - Munkatársnő 1
- Láncz Alexandra - Munkatársnő 2
- Sipos Péter - Önmaga
- Sipos Tamás - Önmaga
- Szabó Simon - Nyomozó
- Keszég László - Attila
- Noé Viktor - László
- Radnai Márk - Futár
- Jean Marie Cador - Gabriel Dumont
- Bede-Fazekas Szabolcs - Börtön nyomozó
- Takács Zalán - Telefonos ügyeletes

## Epizódok
| Évad | Évad | Részek száma | Részek száma | Eredeti sugárzás  | Eredeti sugárzás   | Eredeti adó |
| Évad | Évad | Részek száma | Részek száma | Évadbemutató      | Évadzáró           | Eredeti adó |
| ---- | ---- | ------------ | ------------ | ----------------- | ------------------ | ----------- |
|      | 1.   | 13           | 13           | 2017. december 2. | 2018. február 17.  | TV2         |
|      | 2.   | 10           | 10           | 2018. október 11. | 2018. december 14. | TV2         |

### 1. évad (2017–2018)
| Sor. | Év. | Rendező                   | Premier            |
| ---- | --- | ------------------------- | ------------------ |
| 1.   | 1.  | Rohonyi Gábor, Soós Péter | 2017. december 2.  |
| 2.   | 2.  | Rohonyi Gábor, Soós Péter | 2017. december 2.  |
| 3.   | 3.  | Rohonyi Gábor, Soós Péter | 2017. december 9.  |
| 4.   | 4.  | Rohonyi Gábor, Soós Péter | 2017. december 16. |
| 5.   | 5.  | Rohonyi Gábor, Soós Péter | 2017. december 23. |
| 6.   | 6.  | Rohonyi Gábor, Soós Péter | 2017. december 30. |
| 7.   | 7.  | Rohonyi Gábor, Soós Péter | 2018. január 6.    |
| 8.   | 8.  | Rohonyi Gábor, Soós Péter | 2018. január 13.   |
| 9.   | 9.  | Rohonyi Gábor, Soós Péter | 2018. január 20.   |
| 10.  | 10. | Rohonyi Gábor, Soós Péter | 2018. január 27.   |
| 11.  | 11. | Rohonyi Gábor, Soós Péter | 2018. február 3.   |
| 12.  | 12. | Rohonyi Gábor, Soós Péter | 2018. február 10.  |
| 13.  | 13. | Rohonyi Gábor, Soós Péter | 2018. február 17.  |

### 2. évad (2018)
| Sor. | Év. | Rendező     | Premier            | Nézettség |
| ---- | --- | ----------- | ------------------ | --------- |
| 14.  | 1.  | Radnai Márk | 2018. október 12.  | 331 148   |
| 15.  | 2.  | Radnai Márk | 2018. október 19.  | 264 464   |
| 16.  | 3.  | Radnai Márk | 2018. október 26.  | 184 347   |
| 17.  | 4.  | Radnai Márk | 2018. november 2.  |           |
| 18.  | 5.  | Radnai Márk | 2018. november 9.  |           |
| 19.  | 6.  | Radnai Márk | 2018. november 16. |           |
| 20.  | 7.  |             | 2018. november 23. |           |
| 21.  | 8.  |             | 2018. november 30. |           |
| 22.  | 9.  |             | 2018. december 7.  |           |
| 23.  | 10. |             | 2018. december 14. |           |